# Championnats du monde de voile contact
Les Championnats du monde de voile contact (VC) ont lieu tous les deux ans en alternance avec la coupe du monde voile contact.
Plusieurs épreuves sont présentées : séquence à 4, rotations à 4 ,8 formation. Les premiers championnats se sont déroulés en 1986.

## les éditions
- 1986: 1re Gatton, Australie

| Discipline | Médaille d'or | Médaille d'argent | Médaille de bronze |
| ---------- | ------------- | ----------------- | ------------------ |
| 4-séquence | France        | États-Unis        | Australie          |
| 4-rotation | Chine         | États-Unis        | Pays-Bas           |
| 8-vitesse  | France        | Royaume-Uni       | Australie          |

- 1988: 2e Vichy, France

| Discipline | Médaille d'or | Médaille d'argent | Médaille de bronze |
| ---------- | ------------- | ----------------- | ------------------ |
| 4-séquence | France        | États-Unis        | Chine              |
| 4-rotation | Chine         | Suisse            | États-Unis         |
| 8-vitesse  | États-Unis    | Australie         | Royaume-Uni        |

- 1990: 3e Chang Maï, Thailande

| Discipline | Médaille d'or | Médaille d'argent | Médaille de bronze |
| ---------- | ------------- | ----------------- | ------------------ |
| 4-séquence | France        | Nouvelle-Zélande  | États-Unis         |
| 4-rotation | États-Unis    | Chine             | Canada             |
| 8-vitesse  | Australie     | France            | États-Unis         |

- 1992: 4e Anyang, Chine

| Discipline | Médaille d'or | Médaille d'argent | Médaille de bronze |
| ---------- | ------------- | ----------------- | ------------------ |
| 4-séquence | France        | États-Unis        | Suisse             |
| 4-rotation | France        | États-Unis        | Pays-Bas           |
| 8-vitesse  | États-Unis    | France            | Royaume-Uni        |

- 1994: 5e Kooralbyn, Australie

| Discipline | Médaille d'or | Médaille d'argent | Médaille de bronze |
| ---------- | ------------- | ----------------- | ------------------ |
| 4-séquence | France        | États-Unis        | Nouvelle-Zélande   |
| 4-rotation | France        | Italie            | Canada             |
| 8-vitesse  | États-Unis    | France            | Allemagne          |

- 1996: 6e Lido Lakes, Indonésie

| Discipline | Médaille d'or | Médaille d'argent | Médaille de bronze |
| ---------- | ------------- | ----------------- | ------------------ |
| 4-séquence | France        | États-Unis        | Suisse             |
| 4-rotation | France        | Italie            | Russie             |
| 8-vitesse  | France        | États-Unis        | Russie             |

- 1998: 7e Eloy, États-Unis

| Discipline | Médaille d'or | Médaille d'argent | Médaille de bronze |
| ---------- | ------------- | ----------------- | ------------------ |
| 4-séquence | France        | États-Unis        | Canada             |
| 4-rotation | Russie        | France            | Italie             |
| 8-vitesse  | France        | Russie            | Allemagne          |

- 2000: 8e Immola, Finlande

| Discipline | Médaille d'or | Médaille d'argent | Médaille de bronze |
| ---------- | ------------- | ----------------- | ------------------ |
| 4-séquence | France        | États-Unis        | Allemagne          |
| 4-rotation | Russie        | France            | Italie             |
| 8-vitesse  | France        | Russie            | États-Unis         |

- 2001: 9e Grenade, Espagne

| Discipline | Médaille d'or | Médaille d'argent | Médaille de bronze |
| ---------- | ------------- | ----------------- | ------------------ |
| 4-séquence | États-Unis    | France            | Canada             |
| 4-rotation | Russie        | France            | États-Unis         |
| 8-vitesse  | France        | États-Unis        | Russie             |

- 2003: 10e Gap, France

| Discipline | Médaille d'or | Médaille d'argent | Médaille de bronze |
| ---------- | ------------- | ----------------- | ------------------ |
| 4-séquence | France        | Russie            | États-Unis         |
| 4-rotation | Russie        | Suède             | États-Unis         |
| 8-vitesse  | France        | États-Unis        | Russie             |

- 2004: 11e Rejika, Croatie

| Discipline | Médaille d'or | Médaille d'argent | Médaille de bronze |
| ---------- | ------------- | ----------------- | ------------------ |
| 4-séquence | États-Unis    | France            | Russie             |
| 4-rotation | Russie        | Suède             | France             |
| 8-vitesse  | Russie        | France            | États-Unis         |

- 2006: 12e Stupino, Russie

| Discipline | Médaille d'or | Médaille d'argent | Médaille de bronze |
| ---------- | ------------- | ----------------- | ------------------ |
| 4-séquence | États-Unis    | France            | Canada             |
| 2-séquence | Russie        | France            | États-Unis         |
| 4-rotation | Russie        | Suède             | France             |
| 8-vitesse  | Russie        | États-Unis        | Royaume-Uni        |

- 2008: 13e Teuge, Pays Bas

| Discipline | Médaille d'or | Médaille d'argent | Médaille de bronze |
| ---------- | ------------- | ----------------- | ------------------ |
| 4-séquence | États-Unis    | Russie            | France             |
| 2-séquence | Russie        | Russie            | États-Unis         |
| 4-rotation | Russie        | France            | Biélorussie        |

- 2010: 14e Menzelinsk, Tatarstan, Russie

| Discipline | Médaille d'or | Médaille d'argent | Médaille de bronze |
| ---------- | ------------- | ----------------- | ------------------ |
| 4-séquence | États-Unis    | Russie            | France             |
| 2-séquence | États-Unis    | Australie         | Russie             |
| 4-rotation | Russie        | France            | Biélorussie        |

- 2012: 15e Dubaï, UAE

| Discipline | Médaille d'or | Médaille d'argent | Médaille de bronze |
| ---------- | ------------- | ----------------- | ------------------ |
| 4-séquence | France        | États-Unis        | Russie             |
| 2-séquence | France        | États-Unis        | Australie          |
| 4-rotation | France        | Russie            | Biélorussie        |

- 2014: 16e Banja Luka, Bosnie Herzegovine

| Discipline | Médaille d'or | Médaille d'argent | Médaille de bronze |
| ---------- | ------------- | ----------------- | ------------------ |
| 4-séquence | France        | États-Unis        | Russie             |
| 2-séquence | France        | Australie         | États-Unis         |
| 4-rotation | France        | Russie            | Biélorussie        |

- 2016 : 17e Chicago, USA

| Discipline | Médaille d'or | Médaille d'argent | Médaille de bronze |
| ---------- | ------------- | ----------------- | ------------------ |
| 4-séquence | Qatar         | France            | Russie             |
| 2-séquence | France        | France            | Russie             |
| 4-rotation | France        | Russie            | Qatar              |

- 2018 : 18e Gold Coast, Australie

| Discipline | Médaille d'or | Médaille d'argent | Médaille de bronze |
| ---------- | ------------- | ----------------- | ------------------ |
| 4-séquence | Qatar         | Russie            | Australie          |
| 2-séquence | France        | Qatar             | France             |
| 4-rotation | Russie        | Qatar             | États-Unis         |